# The Normal Heart (phim)
The Normal Heart là một bộ phim Mỹ năm 2014 của đạo diễn Ryan Murphy và được viết bởi Larry Kramer, dựa trên vở kịch cùng tên năm 1985 của ông. Phim có sự tham gia của Mark Ruffalo, Matt Bomer, Taylor Kitsch, Jim Parsons, Alfred Molina, Joe Mantello, Jonathan Groff và Julia Roberts.
Bộ phim mô tả sự gia tăng của cuộc khủng hoảng HIV-AIDS ở thành phố New York trong giai đoạn 1981-1984, được nhìn qua con mắt của nhà văn/nhà hoạt động Ned Weeks (Ruffalo), người sáng lập một nhóm vận động HIV nổi tiếng. Tuần thích các cuộc đối đầu công khai để bình tĩnh hơn, các chiến lược riêng tư hơn được ủng hộ bởi các cộng sự, bạn bè của anh ấy, và người yêu khép kín Felix Turner (Bomer). Sự khác biệt về quan điểm của họ dẫn đến những lập luận đe dọa làm suy yếu các mục tiêu chung của họ.
Nó được phát hành trên DVD và Blu-ray vào ngày 26 tháng 8 năm 2014.

## Nội dung
Đó là mùa hè năm 1981. Ned Weekks (Mark Ruffalo) là một nhà văn đồng tính công khai đến từ thành phố New York, đi du lịch đến Fire Island ở Long Island để chúc mừng sinh nhật của người bạn Craig Donner (Jonathan Groff) tại một ngôi nhà bên bờ biển. Những người bạn khác tham dự bao gồm Mickey Marcus (Joe Mantello) và Bruce Niles lôi cuốn (Taylor Kitsch),
người gần đây đã bắt đầu hẹn hò với Craig, người còn trẻ và có vẻ có sức khỏe tốt. Tuy nhiên, khi đi dạo trên bãi biển, Craig cảm thấy chóng mặt và ngã quỵ. Sau đó, khi thổi tắt nến trên chiếc bánh sinh nhật của mình, Craig bắt đầu ho liên tục.
Khi quay trở lại thành phố New York, Ned đã đọc một bài báo trên tờ Thời báo New York có tiêu đề "Bệnh ung thư hiếm được chẩn đoán ở 41 người đồng tính". Trở lại thành phố, anh đến thăm văn phòng của Bác sĩ Emma Brookner (Julia Roberts), một bác sĩ đã chứng kiến nhiều bệnh nhân mắc các triệu chứng của các bệnh hiếm gặp mà thông thường sẽ vô hại trừ khi hệ thống miễn dịch của họ bị tổn hại. Tất cả những trường hợp này dường như đang xuất hiện ở những người đồng tính nam. Trong phòng chờ, Ned gặp Sanford (Stephen Spinella), một bệnh nhân có khuôn mặt và bàn tay bị tổn thương da do Kaposi's sarcoma, một loại ung thư hiếm gặp. Brookner kiểm tra Ned, nhưng thấy rằng anh ta không có triệu chứng của căn bệnh này. Cô yêu cầu Ned giúp cô nâng cao nhận thức về căn bệnh này trong cộng đồng đồng tính nam.
Craig đột nhiên bị co giật dữ dội và được đưa đến bệnh viện cùng với Ned, Mickey và Bruce, nơi anh ta sau đó được tuyên bố là đã chết. Brookner nhận ra Bruce, lưu ý rằng anh ta là bạn trai cũ của một trong những bệnh nhân khác của cô vừa qua đời. Ned tổ chức một cuộc họp mặt tại nhà của anh ấy, nơi nhiều người đồng tính nam địa phương được mời nghe Brookner chia sẻ thông tin về căn bệnh này. Mặc dù cô ấy thiếu bằng chứng thuyết phục, cô ấy nói rằng cô ấy bị bệnh lây truyền qua đường tình dục và tất cả họ nên tránh quan hệ tình dục trong thời gian này để ngăn chặn sự lây truyền mới. Hầu hết những người tham dự đặt câu hỏi về niềm tin của cô. Bà lưu ý rằng một số tạp chí y khoa xuất hiện quan tâm đến việc xuất bản bất cứ điều gì về căn bệnh này mà chủ yếu ảnh hưởng đến người đồng tính nam. Ned tuyên bố rằng ông muốn thành lập một tổ chức để truyền bá thông tin về căn bệnh này và cung cấp dịch vụ cho những người bị nhiễm bệnh.
Brookner và Ned đến thăm một bệnh viện địa phương nơi một số bệnh nhân bị bệnh của cô đang trong tình trạng nguy kịch với một căn bệnh hiện đang được gọi là suy giảm miễn dịch liên quan đến đồng tính nam (GRID). Họ ở trong những căn phòng mà nhiều nhân viên bệnh viện sợ phải vào vì sợ mắc bệnh. Ned, Bruce, Mickey, và một số người bạn khác bao gồm Tommy Boatwright (Jim Parsons) thành lập một tổ chức cộng đồng có tên là Cuộc khủng hoảng sức khỏe đồng tính nam (GMHC). Tổ chức này tài trợ cho những người gây quỹ cho nghiên cứu về căn bệnh này được gọi là AIDS và thiết lập một đường dây nóng điện thoại, tư vấn và các dịch vụ khác. Trước sự phản đối của Ned, họ bầu Bruce làm chủ tịch. Ned sắp xếp cho anh trai của mình, luật sư Ben Weeks (Alfred Molina), để cung cấp tư vấn pháp lý miễn phí cho GMHC. Hai anh em rất thân thiết, nhưng vẫn còn căng thẳng tiềm ẩn về sự thiếu hiểu biết của Ben về tình dục của Ned. Ned liên lạc với phóng viên đồng tính của tờ New York Times, ông Felix Turner (Matt Bomer), hy vọng rằng anh ta có thể sử dụng các kết nối truyền thông của mình để xuất bản nhiều câu chuyện hơn về cuộc khủng hoảng sức khỏe đang diễn ra. Felix than thở rằng rất khó để bất kỳ tờ báo chính thống nào đưa tin nhiều thông tin về AIDS. Hai người bắt đầu một mối quan hệ lãng mạn.
Bệnh tiếp tục lây lan và cướp đi mạng sống. Bruce cố gắng đi du lịch đến Phoenix cùng với bạn trai Albert (Finn Wittrock), người sắp chết, để Albert có thể gặp lại mẹ mình một lần nữa. Hãng hàng không từ chối lúc đầu lái máy bay với Albert ốm yếu trên máy bay. Khi cuối cùng họ đến Phoenix, Albert chết sau một thời gian mất trí nhớ. Các bác sĩ của bệnh viện từ chối kiểm tra anh ta và cấp giấy chứng tử, và thay vào đó anh ta vứt rác cùng với Bruce trong khi Bruce mua chuộc một nhà tang lễ để hỏa táng thi thể anh ta mà không có giấy chứng tử.
Brookner cố gắng để có được tiền tài trợ để tiếp tục nghiên cứu về AIDS, nhưng những nỗ lực của cô đã bị các quan chức chính phủ từ chối, những người không coi AIDS là ưu tiên hàng đầu. Ned, trong khi đó, bị đuổi khỏi GMHC vì các chiến thuật chiến đấu và quyết liệt của mình để thúc đẩy nhận thức về AIDS, gây ra căng thẳng trong nhóm.
Felix đi xuống với các triệu chứng và cơ thể anh ta lãng phí khi căn bệnh cướp đi mạng sống của anh ta. Felix sắp xếp một di chúc với sự giúp đỡ của Ben và để lại mọi thứ anh ta có cho Ned. Hai người nói lên tình yêu của họ dành cho nhau tại bệnh viện trước khi chết. Vài ngày sau, Ned đến thăm trường cũ của mình, Đại học Yale, trong đó một tuần lễ đồng tính đang được tổ chức bởi các sinh viên. Anh ngưỡng mộ cách nam nữ thanh niên có thể nhảy với nhau một cách cởi mở, mà không sợ bị phân biệt đối xử.
Thông tin được hiển thị về số lượng người mắc AIDS ngày càng tăng, khi đống Rolodex của Tommy (thông tin liên lạc của những người bạn của anh ta đã chết vì AIDS) ngày càng lớn, cuối cùng bao gồm Bruce Niles.

## Diễn viên
- Mark Ruffalo vai Alexander "Ned" Weeks (thay đổi cái tôi cho Larry Kramer)[2]
- Matt Bomer vai Felix Turner
- Taylor Kitsch vai Bruce Niles (dựa trên Paul Popham)[2][3]
- Jim Parsons vai Tommy Boatwright (dựa trên Rodger McFarlane)[2][3]
- Alfred Molina vai Ben Weeks (dựa trên Arthur Kramer)
- Julia Roberts vai Bác sĩ Emma Brookner (dựa trên Bác sĩ Linda Laubenstein)[2][3]
- Joe Mantello vai Michael R. "Mickey" Marcus
- B. D. Wong vai Buzzy
- Jonathan Groff vai Craig Donner
- Stephen Spinella vai Sanford
- Finn Wittrock vai Albert
- Denis O'Hare vai Hiram Keebler
- Corey Stoll vai John Bruno
- Danielle Ferland vai Estelle
- Frank De Julio vai Nick
- Adam B. Shapiro vai Bella

## Sản xuất
Vào tháng 8 năm 2011, Ryan Murphy nói trong một cuộc phỏng vấn với Deadline Hollywood rằng anh đã chọn The Normal Heart và dự định sản xuất phiên bản điện ảnh, với sự tham gia của Mark Ruffalo "và có thể là Julia Roberts". The Hollywood Reporter đã xác nhận tin tức phim vào tháng 1 năm 2012, thêm Alec Baldwin, Matt Bomer và Jim Parsons vào dàn diễn viên được công bố trước đó. Vào tháng 3 năm 2013, Taylor Kitsch đã tham gia diễn xuất. Vào tháng 4 năm 2013, việc tuyển chọn diễn viên Jonathan Groff và Joe Mantello đã được công bố. Vào tháng 5 năm 2013, thông báo rằng Alfred Molina sẽ thay thế Alec Baldwin.

### Quay phim
Quay phim chính bắt đầu vào ngày 8 tháng 6 năm 2013 tại thành phố New York, New York. Vào ngày 12 tháng 7, đoàn làm phim được phát hiện đang quay bộ phim ở Little Italy. Trong quá trình quay phim, việc sản xuất tạm thời bị đình chỉ để cho phép một số diễn viên thay đổi ngoại hình; Bomer đã mất 40 pounds để thể hiện sự tàn phá của AIDS đối với nhân vật của mình.

## Phát hành
Bộ phim ra mắt trên HBO vào ngày 25 tháng 5 năm 2014, lúc 9 giờ tối, và có buổi chiếu trước đó tại Liên hoan phim và phim Inside Out ở Toronto, Ontario, vào ngày 23 tháng 5.

### Phản ứng quan trọng
Bộ phim được ca ngợi về kịch bản của Kramer, kịch tính, thông điệp đạo đức, giá trị sản xuất và các màn trình diễn của Ruffalo, Bomer, Kitsch, Roberts và Parsons. Trang web tổng hợp đánh giá Rotten Tomatoes cho bộ phim đạt 94% dựa trên đánh giá từ 49 nhà phê bình phim với số điểm trung bình là 7,7 trên 10. Sự đồng thuận có nội dung: "Nhờ diễn xuất xứng đáng của Emmy từ một diễn viên có uy tín, Trái tim bình thường là không chỉ là một bộ phim mạnh mẽ, đau lòng, mà còn là một tài liệu quan trọng về các sự kiện dẫn đến và thông qua cuộc khủng hoảng AIDS sớm." Metacritic, trong đó chỉ định số điểm trung bình có trọng số trong số 100 cho các đánh giá từ các nhà phê bình chính thống, mang lại cho bộ phim số điểm 85 dựa trên 33 đánh giá, cho thấy "sự hoan nghênh phổ quát".
Peter Travers của Rolling Stone đã trao giải cho bộ phim với tỷ lệ 3,5/4 và ca ngợi bộ phim, "Viết, đạo diễn và diễn xuất với niềm đam mê tỏa ra từ màn hình, The Normal Heart là bộ phim truyền hình nổi tiếng nhất, một nhạc cụ cùn cũng nên thơ và sâu sắc. Những người đàn ông đang gặp khủng hoảng, Taylor Kitsch, Jim Parsons và Joe Mantello (người đóng vai Ned trên sân khấu) đều xuất sắc. Nhưng đó là Kramer, vẫn hoành hành vì những gì không được thực hiện, ai rơi nước mắt trong tim bạn." Ellen Grey của Philadelphia Daily News khen ngợi "Và mặc dù các thành viên diễn viên phụ đều rất tốt (đặc biệt là Parsons), đó là cơn thịnh nộ của Kramer, truyền qua năng lượng hưng cảm của Ruffalo khi Ned Weekly của nhà văn thay đổi, giữ cho The Normal Heart đập và giữ gìn một chút kinh hoàng của tất cả lịch sử gần đây không phải ở màu hổ phách, mà là sự tức giận."
Định hướng của Murphy nhận được nhiều ý kiến trái chiều từ các nhà phê bình. Brian Lowry của Variety chỉ trích hướng đi của Murphy và câu chuyện chuyển từ giai đoạn này sang màn hình khác: "Murphy là Murphy, anh ta không thể cưỡng lại được những khoảnh khắc trôi về phía rung cảm của American Horror Story, như một chuỗi tàu điện ngầm trong đó ánh sáng ấn tượng lóe lên trên một tổn thương-mặt nhăn nhó. Bản dịch từ sân khấu sang màn hình cũng mang đến những bài phát biểu có thể phát trực tiếp tốt hơn, mặc dù phần lớn đạo diễn đã mở tài liệu giành giải Tony thành dạng phim ", mặc dù ông đặc biệt ca ngợi The Normal Heart là" một nhân vật-phim truyền hình định hướng với tài năng sân khấu và các giá trị sẽ phải đối mặt với những thách thức trong việc tìm kiếm nhiều sự mua sắm ở bộ ghép kênh thời hiện đại. Kết quả là một bộ phim, chủ yếu là hay hơn và đôi khi tệ hơn, nó mang trái tim trên tay áo." Maureen Ryan của tờ The Huffington Post cũng chỉ trích hướng đi của Murphy, viết: "Nhưng nếu bạn xem phim, chỉ cần lưu ý rằng cứ sau vài phút bạn có thể ước ai đó - bất cứ ai - ngoài Murphy đã chỉ đạo nó. Murphy là một người tự trách giám đốc và không đặc biệt nghiêm ngặt hoặc kỷ luật. Ông phục vụ nàng thơ của riêng mình, không nhất thiết là nhu cầu của vật liệu, và mặc dù đó là một tác phẩm kinh điển, cách chơi của Kramer cũng khó sử dụng và hoàn toàn vụng về vào thời điểm đó."
TVLine đã gọi Bomer là "Người biểu diễn trong tuần" cho màn trình diễn của mình.

### Giải thưởng
| Awards                                      | Awards              | Awards                                                                        | Awards | Awards    |
| Giải thưởng                                 | Ngày lễ             | Thể loại                                                                      | Người nhận và người được đề cử                                                                                            | Kết quả   |
| ------------------------------------------- | ------------------- | ----------------------------------------------------------------------------- | --- | --------- |
| Critics' Choice Television Awards           | 19 tháng 6 năm 2014 | Best Movie                                                                    | Ryan Murphy, Dante Di Loreto, Jason Blum, Brad Pitt, Dede Gardner, Mark Ruffalo, Alexis Martin Woodall and Scott Ferguson | Đoạt giải |
| Critics' Choice Television Awards           | 19 tháng 6 năm 2014 | Best Actor in a Movie/Miniseries                                              | Mark Ruffalo | Đề cử     |
| Critics' Choice Television Awards           | 19 tháng 6 năm 2014 | Best Supporting Actor in a Movie/Miniseries                                   | Matt Bomer | Đoạt giải |
| Critics' Choice Television Awards           | 19 tháng 6 năm 2014 | Best Supporting Actor in a Movie/Miniseries                                   | Joe Mantello | Đề cử     |
| Critics' Choice Television Awards           | 19 tháng 6 năm 2014 | Best Supporting Actress in a Movie/Miniseries                                 | Julia Roberts | Đề cử     |
| Primetime Emmy Awards                       | 25 tháng 8 năm 2014 | Outstanding Television Movie                                                  | Ryan Murphy, Dante Di Loreto, Jason Blum, Brad Pitt, Dede Gardner, Mark Ruffalo, Alexis Martin Woodall and Scott Ferguson | Đoạt giải |
| Primetime Emmy Awards                       | 25 tháng 8 năm 2014 | Outstanding Lead Actor in a Miniseries or Movie                               | Mark Ruffalo | Đề cử     |
| Primetime Emmy Awards                       | 25 tháng 8 năm 2014 | Outstanding Supporting Actress in a Miniseries or Movie                       | Julia Roberts | Đề cử     |
| Primetime Emmy Awards                       | 25 tháng 8 năm 2014 | Outstanding Supporting Actor in a Miniseries or Movie                         | Matt Bomer | Đề cử     |
| Primetime Emmy Awards                       | 25 tháng 8 năm 2014 | Outstanding Supporting Actor in a Miniseries or Movie                         | Joe Mantello | Đề cử     |
| Primetime Emmy Awards                       | 25 tháng 8 năm 2014 | Outstanding Supporting Actor in a Miniseries or Movie                         | Alfred Molina | Đề cử     |
| Primetime Emmy Awards                       | 25 tháng 8 năm 2014 | Outstanding Supporting Actor in a Miniseries or Movie                         | Jim Parsons | Đề cử     |
| Primetime Emmy Awards                       | 25 tháng 8 năm 2014 | Outstanding Directing for a Miniseries, Movie, or Dramatic Special            | Ryan Murphy | Đề cử     |
| Primetime Emmy Awards                       | 25 tháng 8 năm 2014 | Outstanding Writing for a Miniseries, Movie, or Dramatic Special              | Larry Kramer | Đề cử     |
| Golden Globe Awards                         | 11 tháng 1 năm 2015 | Best Miniseries or Television Film                                            | Ryan Murphy, Dante Di Loreto, Jason Blum, Brad Pitt, Dede Gardner, Mark Ruffalo, Alexis Martin Woodall and Scott Ferguson | Đề cử     |
| Golden Globe Awards                         | 11 tháng 1 năm 2015 | Best Actor in a Miniseries or Television Film                                 | Mark Ruffalo | Đề cử     |
| Golden Globe Awards                         | 11 tháng 1 năm 2015 | Best Supporting Actor in a Series, Miniseries or Television Film              | Matt Bomer | Đoạt giải |
| Online Film & Television Association Awards | 24 tháng 8 năm 2014 | Best Motion Picture                                                           | Ryan Murphy, Dante Di Loreto, Jason Blum, Brad Pitt, Dede Gardner, Mark Ruffalo, Alexis Martin Woodall and Scott Ferguson | Đoạt giải |
| Online Film & Television Association Awards | 24 tháng 8 năm 2014 | Best Actor in a Motion Picture or Miniseries                                  | Mark Ruffalo | Đoạt giải |
| Online Film & Television Association Awards | 24 tháng 8 năm 2014 | Best Supporting Actor in a Motion Picture or Miniseries                       | Matt Bomer | Đoạt giải |
| Online Film & Television Association Awards | 24 tháng 8 năm 2014 | Best Supporting Actor in a Motion Picture or Miniseries                       | Taylor Kitsch | Đề cử     |
| Online Film & Television Association Awards | 24 tháng 8 năm 2014 | Best Supporting Actor in a Motion Picture or Miniseries                       | Joe Mantello | Đề cử     |
| Online Film & Television Association Awards | 24 tháng 8 năm 2014 | Best Supporting Actor in a Motion Picture or Miniseries                       | Alfred Molina | Đề cử     |
| Online Film & Television Association Awards | 24 tháng 8 năm 2014 | Best Supporting Actor in a Motion Picture or Miniseries                       | Jim Parsons | Đề cử     |
| Online Film & Television Association Awards | 24 tháng 8 năm 2014 | Best Supporting Actress in a Motion Picture or Miniseries                     | Julia Roberts | Đề cử     |
| Online Film & Television Association Awards | 24 tháng 8 năm 2014 | Best Ensemble in a Motion Picture or Miniseries                               | | Đoạt giải |
| Producers Guild of America Awards           | 24 tháng 1 năm 2015 | Stanley Kramer Award                                                          | The Normal Heart | Đoạt giải |
| Producers Guild of America Awards           | 24 tháng 1 năm 2015 | Outstanding Producer of Long-Form Television                                  | Ryan Murphy, Dante Di Loreto, Jason Blum, Brad Pitt, Dede Gardner, Mark Ruffalo, Alexis Martin Woodall and Scott Ferguson | Đề cử     |
| Screen Actors Guild Awards                  | 25 tháng 1 năm 2015 | Outstanding Performance by a Male Actor in a Miniseries or Television Movie   | Mark Ruffalo | Đoạt giải |
| Screen Actors Guild Awards                  | 25 tháng 1 năm 2015 | Outstanding Performance by a Female Actor in a Miniseries or Television Movie | Julia Roberts | Đề cử     |